# Josef Molsberger
Bernhard Josef Molsberger (* 9. Mai 1934 in Andernach) ist ein deutscher Ökonom. Er war ordentlicher Professor für Volkswirtschaftslehre an der Universität Tübingen.

## Leben
Bernhard Josef Molsberger, Sohn von Therese Molsberger, geborene Kalb, und des Prokuristen Johann Josef Molsberger, wurde nach seinem Studium der Wirtschaftswissenschaften (Volkswirtschaft) in Bonn, Köln und Harvard, das er 1958 als Diplom-Volkswirt in Bonn abschloss, 1967 an der Universität Bonn zum Dr. rer. pol. promoviert. Von 1958 bis 1963 war er als wissenschaftlicher Mitarbeiter am Institut für Mittelstandsforschung in Bonn beschäftigt, von 1963 bis 1973 als wissenschaftlicher Assistent an der Universität Bonn. 1973/1974 verfügte er über eine Forschungsstipendium der Deutschen Forschungsgemeinschaft (DFG) und von 1974 bis 1975 war er wissenschaftlicher Mitarbeiter der Kölner Universität. 1974 habilitierte er sich dort und lehrte als Privatdozent von 1975 bis 1977. Anschließend hatte er von 1977 bis zu seiner Emeritierung 2002 den Lehrstuhl für Volkswirtschaftslehre, insbesondere Wirtschaftspolitik am Wirtschaftswissenschaftlichen Seminar der Universität Tübingen inne.
Josef Molsberger Schwerpunkte sind die internationalen Wirtschaftsbeziehungen (Währungstheorie und -politik, Außenhandelstheorie und -politik, Internationale Organisationen und Europäische Integration). Molsberger ist Mitherausgeber der Zeitschrift ORDO – Jahrbuch für die Ordnung von Wirtschaft und Gesellschaft.
Außerdem war Molsberger Gastprofessor an mehreren ausländischen Universitäten. 1994 erhielt er die Ehrendoktorwürde der Universität Potsdam. 2024 wurde ihm das Bundesverdienstkreuz am Bande verliehen.
Molsberger war von 2003 bis 2010 Präsident der Vereinigung Deutsch-Französischer Gesellschaften in Deutschland und Frankreich e.V. (V.D.F.G.)
Josef Molsberger ist katholisch, heiratete 1967 Gretel Müller und hat einen Sohn (Philipp.)

## Veröffentlichungen (Auswahl)
- 1960: Patentschutz und Konzentration.
- 1967: Zwang zur Größe? Zur These von der Zwangsläufigkeit der wirtschaftlichen Konzentration. Dissertation Universität Bonn.
- 1976 mit Ulrich Schillert: Vermögenspolitik und Eigenkapitalversorgung mittelständischer Unternehmen.
- 1977: Zahlungsbilanzwirkungen allgemeiner Unternehmensgewinnsteuern. ISBN 3-921471-19-2; zugleich Habilitationsschrift Universität Köln.
- 1990: The single European market of 1992 within the GATT of the nineties, Josef Molsberger und Angelos Kotios
- 1990: Ordnungspolitische Defizite des GATT, Josef Molsberger und Angelos Kotios
- 1995: Die Zukunft des GATT
- 1996: Schulmeister Europas? Zahlmeister Europas? Deutschlands Einfluss auf die Wirtschaftspolitik der EG